# Америку, Педру
Педру Америку ди Фигейреду и Мелу (порт. Pedro Américo de Figueiredo e Melo; 29 апреля 1843, Арея, Бразильская империя — 7 октября 1905, Флоренция, Италия) — бразильский художник, писатель и поэт.

## Биография
Педру Америку родился 29 апреля 1843 года в городе Арея, штат Параиба, в простой небогатой семье. С раннего возраста Педру проявлял склонность к искусству, считаясь вундеркиндом. В 1854 году семья Америку переехала в Рио-де-Жанейро, где Педру поступил в Колежиу Педру II. Позже Америку учился в Императорской академии художеств, а в 1859 году уехал во Францию. Там он проходил обучение в Парижской школе изящных искусств, был учеником Жана Огюста Доминика Энгра и Ипполита Фландрена. Учился вместе с Виктором Мейреллисом и Жозе Алмейда Жуниором.
Вернувшись в Бразилию в 1864 году, Америку создал целую серию шедевров, среди которых его самая знаменитая картина «Независимость или смерть» (Independência ou Morte), на которой изображено провозглашение независимости Бразилии. Сейчас это полотно хранится в музее Паулиста в Сан-Паулу.
С учреждением республики Америку был избран в Конституционную ассамблею (Учредительное собрание) Бразилии (1889).
Был женат на Карлоте де Араужу Порту-Алегри (1844–1918), дочери художника и архитектора Мануэла Жозе де Араужу Порту-Алегри.
Педру Америку умер во Флоренции в 1905 году. Его тело было доставлено в Рио-де-Жанейро и похоронено на кладбище Сан-Жуана Батисты.

## Галерея

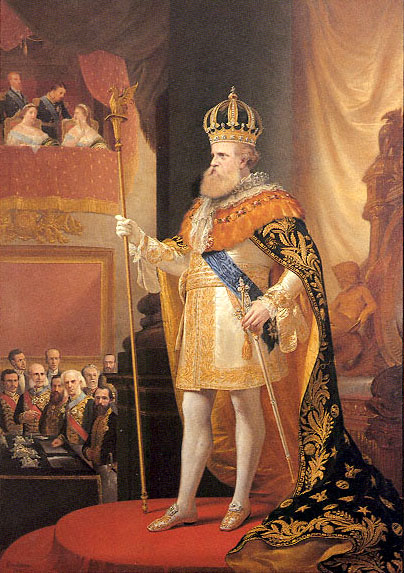
Тронная речь Педру II (Fala do Trono, 1873)
Независимость или смерть (Independência ou Morte, 1888)
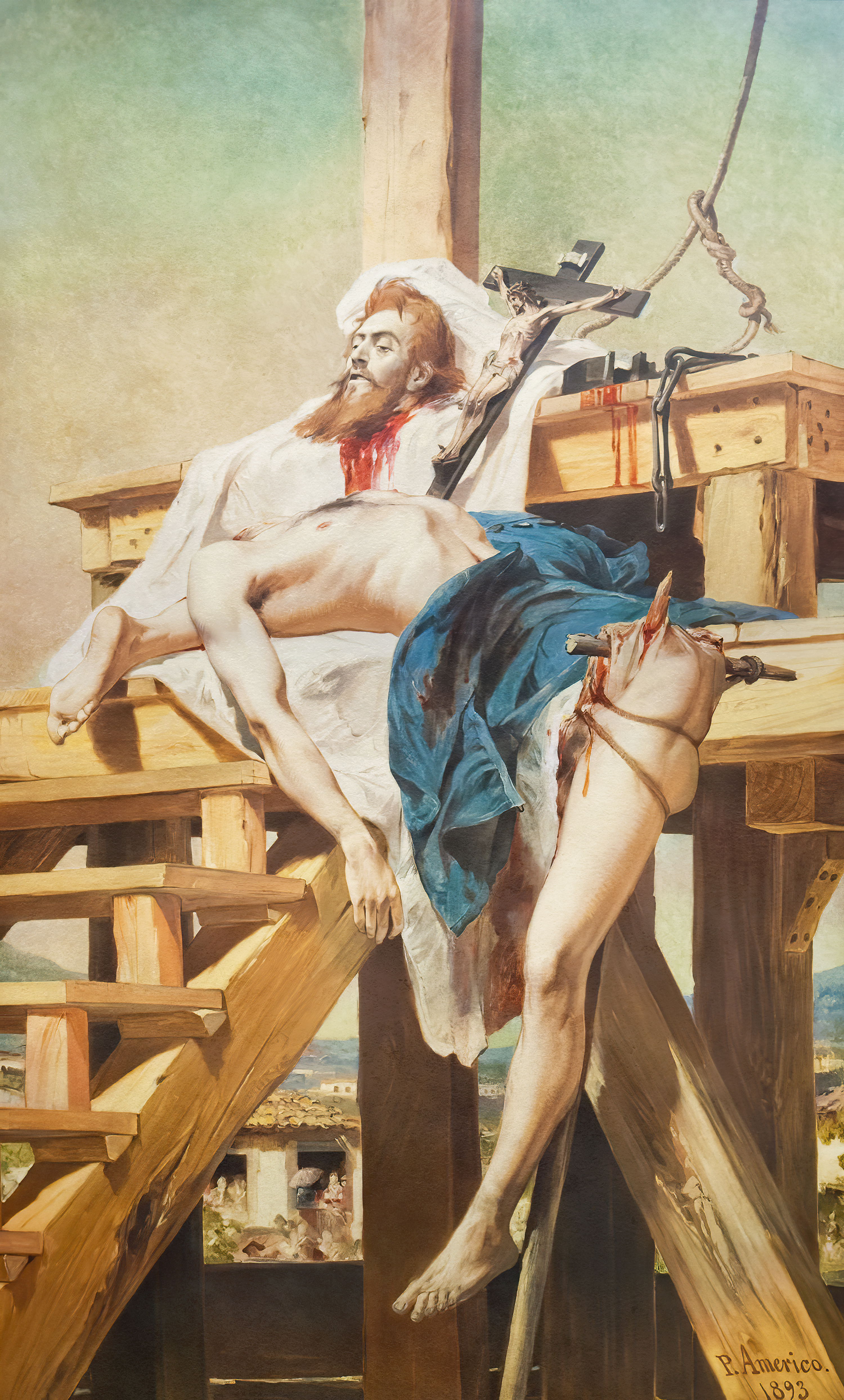
Четвертованный Тирадентис (Tiradentes esquartejado, 1893)